# Paroöphoron
Il paroöphoron consiste in una piccola struttura, derivata dalla parte caudale del mesonefro costituita da piccoli rudimentali tubi, si osserva maggiormente in età infantile.

## Anatomia
Si osserva nel legamento largo dell'utero fra l'epooforon e l'utero.

## Storia
Riporta il nome Johnson dall'anatomista David Johnson che descrisse per primo tale struttura ad Aberystwyth.